# Vetenskapsåret 2022

## Händelser
Planerade händelser:
- 11 februari - Internationella dagen för kvinnor och flickor inom vetenskap, som instiftades av FN december 2015, firas för sjätte året.[1]
- 2 - 13 maj - Vetenskapsfestivalen i Göteborg[2]
- 16-19 juni - Association for Women in Mathematics arrangerar AWM Research Symposium på University of Minnesota.[3]

### Astronomiochrymdfart
- 12 april: Första bilderna på det svartahålet i Vintergatans centrum, Sagittarius A*.
- 26 september: NASA:s rymdsond DART kraschar planenligt mot Dimorphos, med syfte att undersöka den framtida potentialen att avleda en asteroid på eventuell kollisionskurs med jorden genom en överföring av rörelsemängd.[4]

## Avlidna
- 2 januari – Richard Leakey, 77, brittisk-kenyansk antropolog, politiker och författare.
- 8 februari – Luc Montagnier, 89, fransk forskare, mottagare av Nobelpriset i fysiologi eller medicin 2008 för upptäckten av HIV-viruset.
- 13 maj – Ben R. Mottelson, 95, amerikansk-dansk fysiker, nobelpristagare i fysik 1975.
- 3 juli – Robert Curl, 88, amerikansk kemist, nobelpristagare i kemi 1996.
- 2 september – Frank Drake, 92, amerikansk astronom och astrofysiker.

### Fotnoter
1. ↑  Hub, IISD's SDG Knowledge. ”Event: International Day of Women and Girls in Science 2022 | SDG Knowledge Hub | IISD” (på amerikansk engelska). https://sdg.iisd.org:443/events/international-day-of-women-and-girls-in-science-2022/. Läst 10 december 2021.
2. ↑  ”Vetenskapsfestivalen”. vetenskapsfestivalen.se. https://vetenskapsfestivalen.se/hem/. Läst 10 december 2021.
3. ↑  ”AWM Research Symposium”. https://awm-math.org/meetings/awm-research-symposium/. Läst 10 december 2021.
4. ↑  Marie Lundahl, Justina Hüll (27 september 2022). ”Lyckad NASA-krock med asteroid” (på svenska). SVT Nyheter. https://www.svt.se/nyheter/utrikes/lyckad-nasa-krock-med-asteroid. Läst 27 september 2022.